# Amastus reinona
Amastus reinona är en fjärilsart som beskrevs av William Schaus 1933. Amastus reinona ingår i släktet Amastus och familjen björnspinnare. Inga underarter finns listade i Catalogue of Life.